# Foma Leoniuk
Foma Akimowicz Leoniuk (ros. Фома Акимович Леонюк, ur. 1892 w Brześciu, zm. 1 stycznia 1967) – funkcjonariusz radzieckich organów bezpieczeństwa, generał major.

## Życiorys
W latach 1913–1917 służył w rosyjskiej armii, od 1917 w SDPRR(b), od listopada 1917 do marca 1918 sekretarz wydziału sprawiedliwości Komitetu Wykonawczego Zachodniej Rady Obwodowej, 1918-1919 zastępca komisarza i przewodniczący powiatowej Czeki w Orszy, kierownik wydziału specjalnego i pomocnik szefa gubernialnej Czeki w Mohylewie, przewodniczący powiatowej Czeki w Homlu, 1920-1921 członek Kolegium i zastępca przewodniczącego gubernialnej Czeki w Jekaterynosławiu i Mikołajowie. Od 1921 do lutego 1922 przewodniczący gubernialnej Czeki w Mikołajowie, później zastępca szefa gubernialnego oddziału GPU w Mikołajowie, od marca do sierpnia 1923 szef wołyńskiego gubernialnego oddziału GPU, od sierpnia 1923 do maja 1924 słuchacz kursów funkcjonariuszy partyjnych przy KC KP(b)U, od maja 1924 do lipca 1925 szef gubernialnego oddziału GPU w Doniecku. Od 15 lipca 1925 do 4 lipca 1928 szef okręgowego oddziału GPU w Artiomowsku, od 21 lipca 1928 do października 1931 szef okręgowego oddziału/sektora operacyjnego GPU w Dniepropetrowsku, później szef Zarządu Tajno-Operacyjnego Zarządu GPU przy Radzie Komisarzy Ludowych Ukraińskiej SRR, a od 22 kwietnia 1932 do marca 1933 zastępca przewodniczącego GPU przy Radzie Komisarzy Ludowych Ukraińskiej SRR. Od marca 1933 do 10 lipca 1934 szef obwodowego oddziału GPU w Odessie, od 15 lipca 1934 do 20 marca 1935 szef Zarządu NKWD obwodu odeskiego, od 20 marca 1935 do 9 stycznia 1937 szef Zarządu NKWD Kraju Kujbyszewskiego (późniejszy obwód kujbyszewski, obecny obwód samarski), równocześnie od 10 czerwca 1935 do 9 stycznia 1937 szef Wydziału Specjalnego NKWD Nadwołżańskiego Okręgu Wojskowego, od 29 listopada 1935 starszy major bezpieczeństwa państwowego ZSRR. Od 15 kwietnia do 13 września 1937 szef Zarządu NKWD Kraju Krasnojarskiego, od 11 października 1937 do 16 kwietnia 1938 pomocnik szefa, a od 16 kwietnia 1938 do 26 kwietnia 1939 zastępca szefa Głównego Zarządu Poprawczych Obozów Pracy NKWD ZSRR. Od kwietnia 1939 do lipca 1941 szef Zarządu Budownictwa nr 211 Poprawczego Obozu Pracy NKWD ZSRR w Winnicy, od 23 sierpnia 1941 szef Zarządu 31 Budownictwa Polowego Armii Czerwonej, później szef Zarządu 21 Budownictwa Obronnego, od 2 lipca 1943 komisarz bezpieczeństwa państwowego. Od 21 czerwca 1943 do 1 października 1950 szef Wydziału do Walki z Bezdomnością i Brakiem Opieki nad Dziećmi NKWD/MWD ZSRR (od 7 października 1950 do 24 lipca 1953 zastępca szefa tego wydziału), od 9 lipca 1945 generał major. Od 24 lipca 1953 do 21 kwietnia 1954 zastępca szefa Zarządu Kolonii Dziecięcych MWD ZSRR, od 21 kwietnia do 1 maja 1954 zastępca szefa Zarządu Pracowniczych Dziecięcych Kolonii Wychowawczych MWD ZSRR. 2 sierpnia 1957 pozbawiony stopnia generalskiego "za zdyskredytowanie się podczas pracy w organach".

## Odznaczenia
- Order Lenina (dwukrotnie - 21 lutego 1942 i 21 lutego 1945)
- Order Czerwonego Sztandaru (dwukrotnie - 20 grudnia 1932 i 3 listopada 1944)
- Order Wojny Ojczyźnianej II klasy (4 kwietnia 1943)
- Order Czerwonego Sztandaru Pracy (13 grudnia 1944)
- Odznaka "Honorowy Funkcjonariusz Czeki/GPU (V)"